# Природне відслонення Самарівського горизонту з стародавньою фауною
Природне відслонення Самарівського горизонту з стародавньою фауною  — геологічна пам'ятка природи місцевого значення в Україні. Розташована в межах Новомосковського району Дніпропетровської області, на схід від смт Губиниха. 
Площа 0,5 га. Статус присвоєно 1972 року. Перебуває у віданні: Новомосковська райдержадміністрація.